# MTV Ponarth
MTV Ponarth was een Duitse voetbalclub uit de Oost-Pruisische hoofdstad Koningsbergen (Königsberg), dat tegenwoordig het Russische Kaliningrad is. Ponarth was zelfstandige gemeente tot het in 1905 een stadsdeel van Königsberg werd dat tegenwoordig Dimitrowa heet.

## Geschiedenis
In 1919/20 speelde de club voor het eerst in de Bezirksliga Königsberg, de voorronde van de Oost-Pruisische competitie. De club werd laatste en degradeerde. Na één seizoen keerde de club terug en werd nu voorlaatste. In 1923 werden ze vijfde. Hierna werd de voetbalafdeling van de club zelfstandig als Königsberger STV en nam de plaats van MTV Ponarth in, dat nu enkel in andere sporten actief was.
Later kreeg de club opnieuw een voetbalafdeling, die vanaf 1938 in de Bezirksklasse Ostpreußen speelde. Na twee plaatsen in de middenmoot werden ze in 1941 tweede achter LSV Heiligenbeil. In 1942 werden ze tweede achter Königsberger STV. Omdat VfB Tilsit en Reichsbahn SG Allenstein verzaakten aan een deelname aan de promotie-eindronde mocht Ponarth promoveren naar de Gauliga Ostpreußen. De club werd zesde op zeven clubs en liet enkel SV Insterburg achter zich. In 1943/44 werd de club vierde met één punt achterstand op SV Insterburg en SV 1910 Allenstein, maar met een grote achterstand op kampioen en stadsrivaal VfB Königsberg.
Het laatste seizoen werd wegens het einde van de Tweede Wereldoorlog niet voltooid, de club werkte slechts twee wedstrijden af. Na de oorlog moest Duitsland de provincie Oost-Pruisen afstaan en werd deze verdeeld onder Polen en de Sovjet-Unie. De Duitsers werden verdreven en alle Duitse voetbalclubs werden ontbonden.